# Phymatodes oregonensis
Phymatodes oregonensis är en skalbaggsart som beskrevs av Chemsak 1963. Phymatodes oregonensis ingår i släktet Phymatodes och familjen långhorningar. Inga underarter finns listade i Catalogue of Life.